# Direktoriet
Direktoriet (franska: Directoire), politisk term för det organ som hade den verkställande makten i Frankrike från nationalkonventets upplösning i oktober 1795 till konsulatets maktövertagande i november 1799. Fem direktorer delade makten i den franska revolutionens sista fas som föregick Napoleon I och det första kejsardömet.

## Författningen år III
Direktoriets författning, i sin slutliga form, byggde på ett parlamentariskt system med ett underhus, de femhundras råd (Conseil des Cinq-Cents) med 500 ledamöter, och ett överhus, de äldstes råd (Conseil des Anciens) med 250 ledamöter.
Ledamöterna i De femhundra skulle vara minst 30 år och de i De äldre 40 år. Systemet med indirekta val övertogs från nationalkonventet men författningen övergav allmän rösträtt: En begränsad behörighet behövdes för att rösta och en mer kvalificerad för att kandidera.

När de 750 ledamöterna röstats fram valde de inom sin krets De äldre. Mandatperioden varade i tre år och en tredjedel av församlingen valdes om varje år. De äldre kunde fördröja beslut genom veto men kunde inte själva föreslå nya lagar.
Författningen fastslog att regeringen skulle bestå av fem direktorer som skulle väljas bland De äldre från en lista som röstats fram av De femhundra. En av dessa direktorer skulle avgå varje år. De olika departementen förestods av en minister som bistod direktorerna, men dessa ministrar hade inga maktbefogenheter och de bildade heller inte någon ministär.

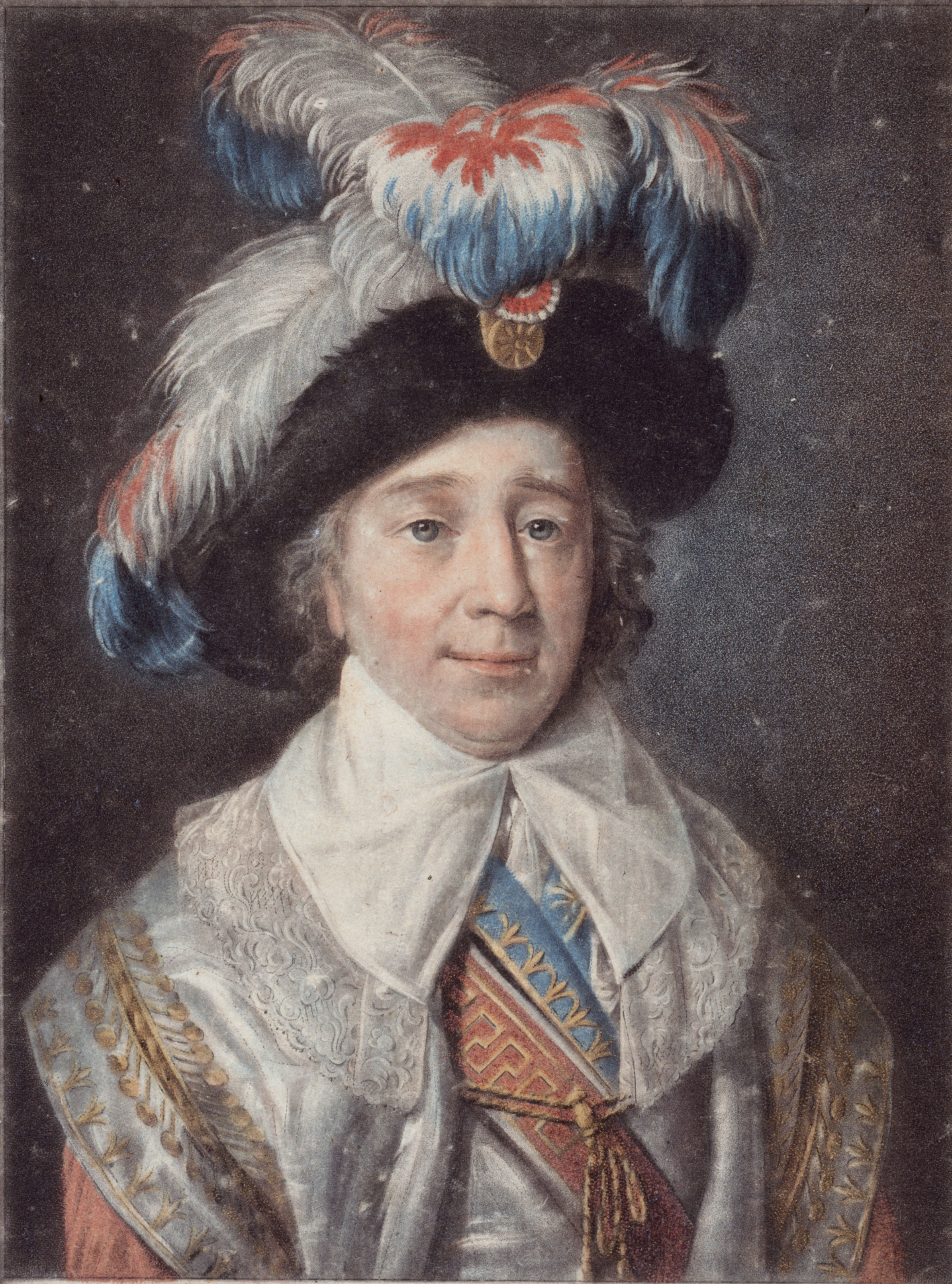
Paul Barras.

Genom detta system hade den centrala regeringen sträng kontroll över alla lokala myndigheter men genom den grundläggande maktdelningen kunde direktorerna varken stifta lagar eller påverka skatter. De ägde inte heller rätt att sitta i någon av kamrarna. Lagen garanterade religionsfrihet, pressfrihet och näringsfrihet men förbjöd väpnade sammankomster och dessutom politiska organisationer från att hålla offentliga möten. Endast individer och offentliga organ fick lämna in petitioner.
Direktoriets författning var emellertid kringskuren av omständigheterna från första början. Då den nya författningen skulle röstas igenom var konventet mycket impopulärt och dess ledamöter riskerade, om de drog sig tillbaka, både sin egen säkerhet och att få se sitt arbete gå förlorat. De utfärdade därför en förordning som fastslog att den första församlingen till två tredjedelar skulle bestå av konventets ledamöter. När omröstningen ägde rum uteblev de flesta röstberättigade och resultatet blev 1 050 000 röster för och 5 000 mot.
Den 23 september vann författningen laga kraft varpå de politiska partier som drabbats av begränsningen i rösträtten började samlas till ett uppror i Paris. Regeringen anförtrodde sitt försvar till Barras men den som gick till handling var den unge generalen Napoleon Bonaparte som till sitt förfogande hade några tusen reguljära trupper och ett betydande artilleri. Den 5 oktober 1795 (13 Vendémiaire enligt Franska revolutionskalendern) krossade Napoleon helt utan egna förluster de dåligt organiserade och undermåligt utrustade parisarna som tvangs konstatera att allt motstånd var lönlöst. Konventet upplöstes 26 oktober samma år.

## Den första församlingen

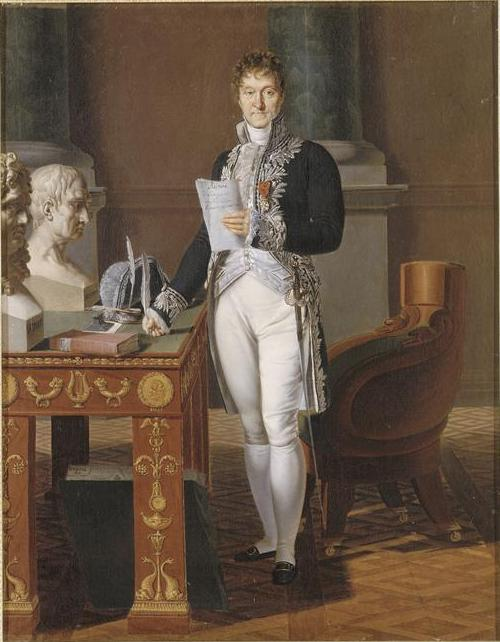
Lazare Carnot.

När den nya församlingen skulle konstitueras slog nationens antipatier för den gamla ordningen igenom. Majoriteten av de ledamöter som emigrerade till den nya församlingen var anti-jakobiner. Enskilda högerledare vann i några fall mandat för flera departement vilket gjorde att 104 av platserna som reserverats till konventets nya ledamöter förblev otillsatta.
När segrarna i valet sedan sammanträffade hade de inget annat val än att välja in 104 medlemmar från konventets gamla vänsterflygel. Detta gjorde att många av ledamöterna i den nya tredjedelen av församlingen hade sitt ursprung i konventets gamla konstituerande och lagstiftande församlingar och generellt visserligen var motståndare till jakobinerna men inte till revolutionen. Slutresultat blev att jakobinerna fick en svag majoritet i den nya församlingen.
När församlingen väl var på plats tillsattes ledamöterna till överhuset genom lottning. Vänstern beslutade, för sin egen säkerhets skull, att alla fem direktorer måste ha varit ledamöter i konventet och kungamördare. De äldre valde Rewbell, Barras, La Révellière Lépeaux, Carnot och Letourneur. 
Regeringens befogenheter var ganska stora. Carnot övertog krigsangelägenheterna, Rewbell utrikes-, justitie- och finanspolitiken, La Révellière uppfostran, religion och näringsväsende, Barras polisärendena. Ordförandeskapet växlade var tredje månad, liksom uppgiften att utåt representera direktoriet. Genom lottning bestämdes vem som årligen skulle avgå for att ersättas genom nyval. Detta förrättades av råden.
Rewbell var en kompetent och pragmatisk man men också mycket hänsynslös; Barras var en utlevande och skrupelfri äventyrare; La Révellière Lépeaux var ledare för den nya religion, teofilantropi, som var tänkt att ersätta kristendomen, och han var med andra ord motståndare till alla andra religioner, framför allt katolicismen.
Carnots oantastliga integritet och tidigare insatser lyfte honom över de andra direktorerna; Letourner var en oansenlig person som beundrade och lydde Carnot. Den splittring som fanns i församlingen återfanns med andra ord även i direktoriet: Där Rewbell, Barras och La Révellière Lépeaux företrädde den jakobinska andan, förordade Carnot och Letourner en mer återhållen politisk linje.

## Regeringstiden

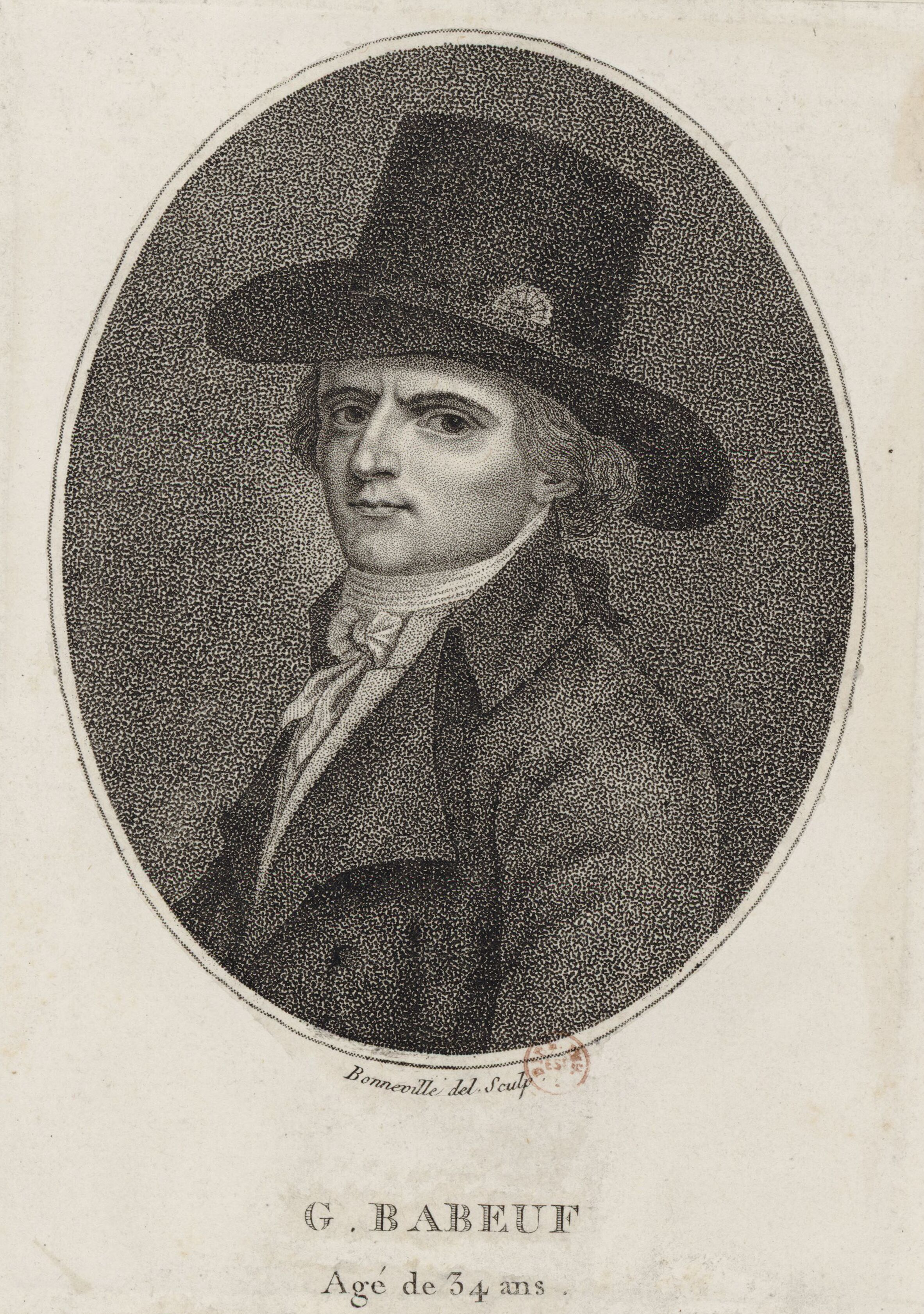
Gracchus Babeuf.

För det franska folket, som nu framför allt önskade fred och återhämtning, framstod, med direktoriets tillträde, till en början revolutionen som ett avslutat kapitel. Både de som ville återupprätta l'ancien régime och insätta Ludvig XVIII och de som önskade återinföra skräckväldet utgjorde små minoriteter. Samtidigt hade risken för en invasion minskat i och med den första koalitionens misslyckande.
Direktoriets fyra år vid makten innehöll kroniska orosmoment och misskötsel av regeringens uppgifter. På grund av de illdåd som begåtts tidigare blev ömsesidigt förtroende och samförstånd omöjligt mellan de olika partierna. En majoritet i församlingen önskade att det lägre prästerskapet skulle legaliseras och att lagarna som stiftats mot les émigrés, aristokratin som i landsflykt, och deras anhöriga skulle tas bort eller mjukas upp. Direktoriet vägrade ens överväga något liknande men kväste å andra sidan med lätthet den socialistiska konspiration som leddes av Babeuf.
Den allmänna oro som skapat den självbevarelsedrift som gjort att konventets ledamöter tidigare krävt en så stor del av den nya församlingen och hela direktoriet, gjorde också att de till varje pris försökte behålla sin dominerande ställning. Eftersom en majoritet av det franska folket helst såg att de försvann, blev de tvungna att upprätthålla sin ställning med extraordinära medel.
De åsidosatte ofta författningen och när inte det räckte tog de till vapen och de hamnade sålunda i en beroendeställning till arméerna vilket i förlängningen gjorde att de såg en fortsättning på kriget som det bästa sättet att upprätthålla sin maktbas. Dessutom gjorde de urusla statsfinanserna att det enda som kunde täcka utgifterna var de plundringståg som de allt sämre disciplinerade arméerna bedrev. Fred hade inneburit att dessa soldater tvingats återvända hem och därmed mista sitt livsuppehälle, samtidigt som möjligheten skulle uppstå att deras generaler skulle börja överväga att avsätta direktoriet.
Barras och Rewbell var genomkorrumperade och med dem spreds korruptionen i förvaltningen. Mycket lite gjordes för att förbättra den finansiella situationen och de revolutionära statsobligationerna fortsatte att sjunka i värde. Förtroendet för direktoriet sjönk allt mer och det allmänna vanstyret ökade ytterligare deras impopularitet.

## Militära framgångar

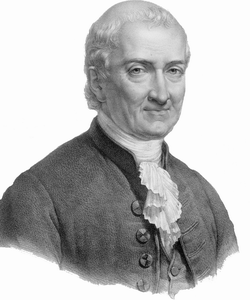
François Barthélemy.

Direktoriet räddades av de militära framgångar som uppnåddes under 1796. Hoche pacificerade på nytt La Vendée (se Revolten i Vendée). Bonapartes segrar i Italien kompenserade mer än väl Jourdans och Moreaus förluster i Tyskland. Kungen av Sardinien accepterade en fred som innebar att han överlät Nice och Savojen till den franska republiken och släppte in franska garnisoner i sin fästning i Piemonte. Genom fördraget i San Ildefonso som undertecknades i augusti uppnåddes en allians med Spanien och följt av fred med Neapel i oktober.
Följande år avslutade Bonaparte erövringen av norra Italien och tvingade Österrike att underteckna fördraget i Campo Formio genom vilket kejsaren överlät Lombardiet och Österrikiska Nederländerna till den franska republiken i utbyte mot delar av Republiken Venedig och samtidigt såg till att riksdagen överlämnade landområdena väster om Rhen. Trots segern i slaget vid Kap Sankt Vincent 1797 befann sig Storbritannien i ett sådant riskfyllt läge genom myterierna i flottan att landet erbjöd sig att erkänna den franska erövringen av Nederländerna och att återlämna de franska kolonierna.
Valet i mars och april av den nya tredjedelen av nationalförsamlingen hade gett det statsbärande partiet majoritet. Bland direktorerna ersattes genom lottens försorg Letourneur av markis François de Barthélemy, en enastående diplomat som snabbt lierade sig med Carnot. De lagliga hindren mot adliga släkters politiska deltagande upphävdes och präster som erkände republikens överhöghet återfick sina medborgerliga rättigheter. Makten verkade allt mer övergå till mer moderata politiker och fred tycktes nära förestående. Det gyllene tillfället gick emellertid till spillo på grund av tre direktorers inskränkta politiska mål.

## 18 Fructidor

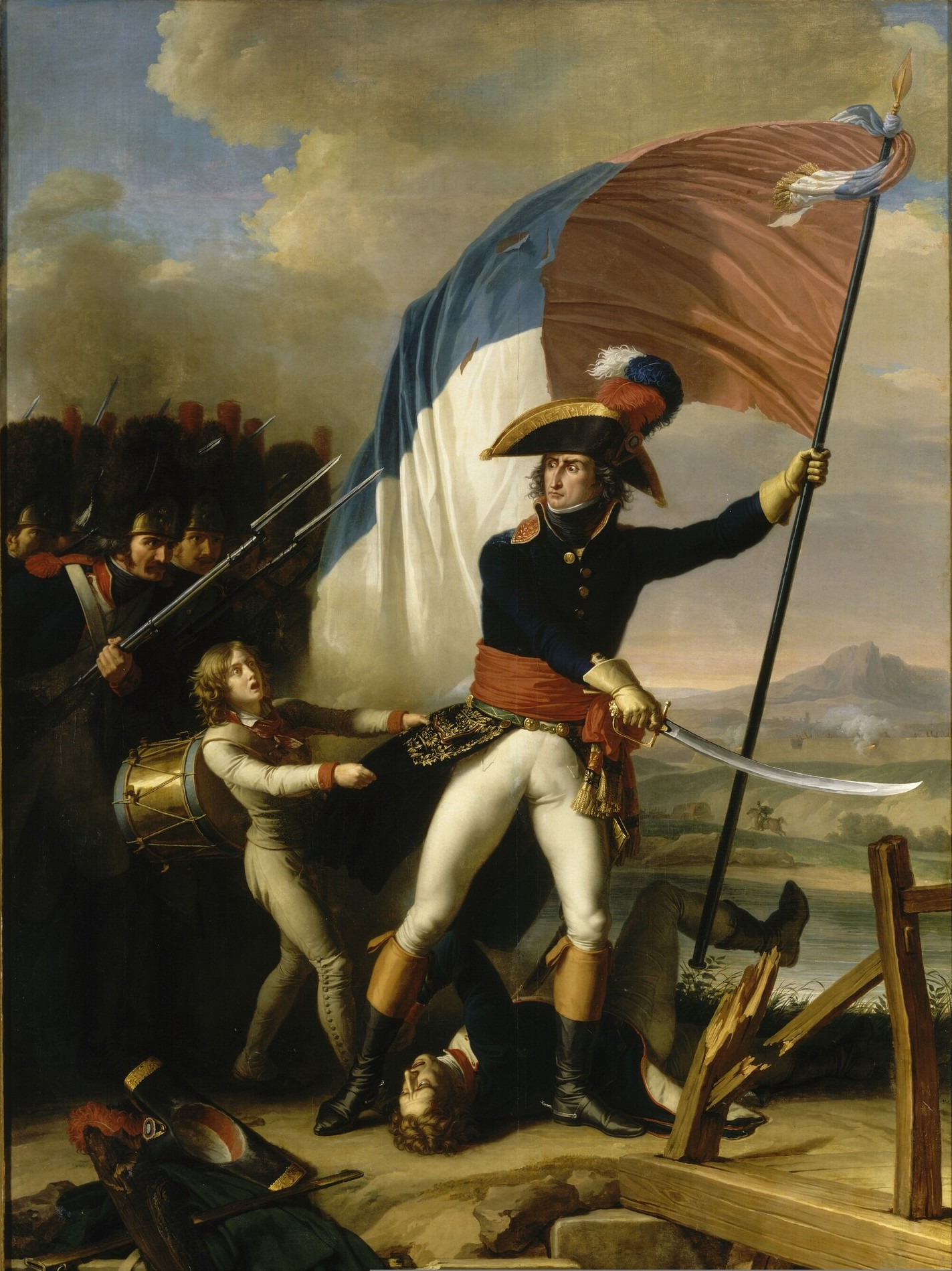
Charles Pierre François Augereau.

Barras, Rewbell och la Révellière-Lepeaux vände sig då till armén. Trots att rojalisterna utgjorde en mycket liten fraktion i församlingen anklagade de tre direktorerna denna fraktion för att försöka återupprätta monarkin och därmed förgöra det som revolutionen uppnått. Hoche, som förde befäl över arméerna vid Sambre och Meuse, besökte Paris och skickade trupper. Bonaparte skickade general Augereau som verkställde statskuppen 18 Fructidor (4 september 1797).
Nationalförsamlingen tömdes, valen i 49 departement ställdes in och förtroendevalda och andra arresterades. Några framstående personer, bland dem Berthélemy, deporterades till Guyana medan Carnot lyckades fly. De två vakanta direktorposterna intogs av Merlin av Douai och François av Neufchateau, vilket i praktiken betydde att jakobinernas sätt att styra landet återinfördes. Lagarna som stoppade den anhöriga till les émigrés återinfördes och militärdomstolar upprättades för att döma de émigrés som tordes återvända till Frankrike.
Prästerna förföljdes på nytt och flera hundra skickades antingen till Guyana eller till fängelseöarna Ré och Oleron. La Révellière-Lépeaux utnyttjade tillfället till att propagera sin religion och flera kyrkor omvandlades till teofilantropiska tempel och direktoriet använda all sin makt till att göra décadi till bönedagen på söndagens bekostnad. Pressfriheten drogs in, tidningar beslagtogs och journalister deporterades en masse. Ett förslag att landsförvisa alla medlemmar av den gamla adeln blev visserligen inte antaget men de kom istället att betraktas som utlänningar och tvingades ansöka om medborgarskap för att få samma rättigheter som andra medborgare. Periodens vanstyre kröntes av den formella statsbankrutt genom vilken två tredjedelar av statsskulden kunde avskrivas.

## 1798

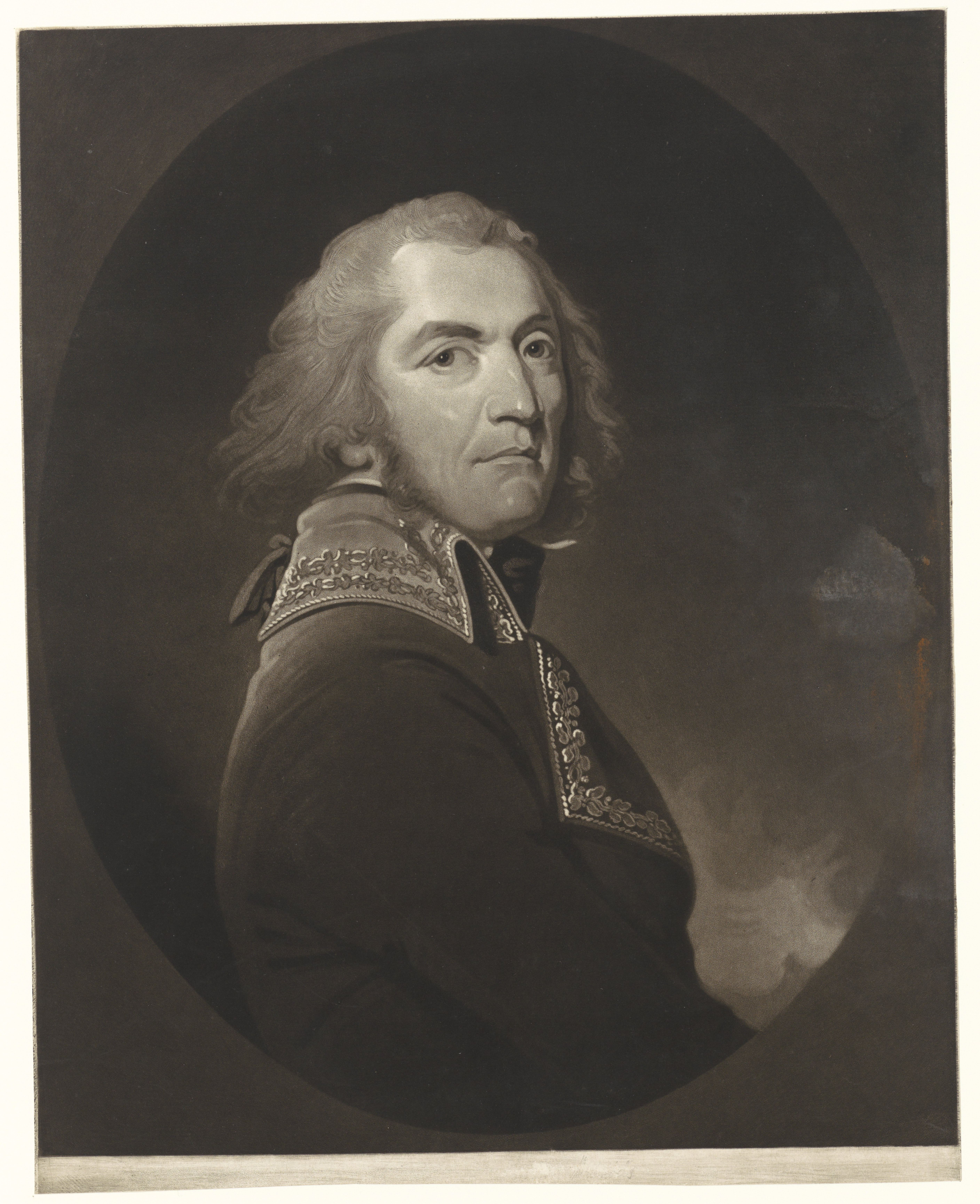
Guillaume Brune.

På våren 1798 skulle inte bara en ny tredjedel av nationalförsamlingen väljas, dessutom måste de ledamöter som kastats ut genom fructidorkuppen ersättas. Majoriteten i församlingen som blivit överkörd var likgiltig, men inom jakobinerna hade en liten extrem gruppering uppstått som var fientligt inställd till direktorerna. Genom att söka stöd hos dem som inte var jakobiner med som hatade regeringen hade de goda chanser kunde de uppnå en majoritet i församlingen. Innan den nya församlingen hade samlats tvingade direktorerna igenom 22 Floréal-lagen som annullerade eller förvanskade valresultatet i 30 departement och uteslöt 49 namngivna ledamöter från församlingen. Inte ens denna nya statskupp kunde tvinga lagförsamlingen till lydnad utan direktorerna anklagades högljutt för korruption och vanstyre i rådsförsamlingarna. Att François av Neufchateau ersattes av Treilhard i direktoriet 15 maj 1798 påverkade inte situationen.
Medan Frankrike så led av inre konvulsioner fanns det all anledning för dess ledare att hushålla på krafterna utåt. Sedan 1797 hade en kongress i Rastatt dragit upp riktlinjerna för Tysklands framtid och resultatet från kongressen hade mycket stor betydelse för Frankrikes säkerhet. Direktorerna var dock mer upptagna av att säkra sin egen maktposition och inledde därför en rad utrikespolitiska äventyr. De var mycket angelägna om att hålla Bonaparte så långt borta från huvudstaden som möjligt och lanserade därför ett krigståg till Egypten vilket höll honom borta från politiken men också berövade republiken dess främste militär.
Med tanke på rikedomarna i Bern lät direktorerna Brune invadera Schweiz och omforma deras författning. Som hämnd för mordet på general Duphot den 27 september 1797 skickade de Berthier på en expedition till Kyrkostaten och upprättade den Romerska republiken. De ockuperade och praktiskt taget annekterade även Piemonte. I alla dessa länder organiserades en så grundlig plundring att Frankrike blev allmänt hatat över hela Europa.
Eftersom arméerna hade långt ifrån den styrka som krävdes för denna gränslösa erövrings- och plundringspolitik stiftades den första lagen om allmän värnplikt på sommaren 1798 och försöken att implementera den ledde till revolt i de belgiska departementen. Prästerna gavs skulden och 8 000 dömdes till deportation, fastän de flesta undkom genom befolkningens välvilja. I slutänden skapade värnplikten inte många nya soldater – regeringen var lika svag som den var despotisk.
När Amiral Nelson i detta läge segrade i Abukir 1 augusti 1798 fick Storbritannien herravälde över Medelhavet vilket isolerade Bonaparte i Egypten och blev startskottet för den andra koalitionen: Neapel, Österrike, Ryssland och Turkiet förenade sig med britterna mot den franska republiken. Ferdinand av Neapel inledde kriget innan de andra var redo, blev besegrad och tvingades fly till Sicilien.

## 1799

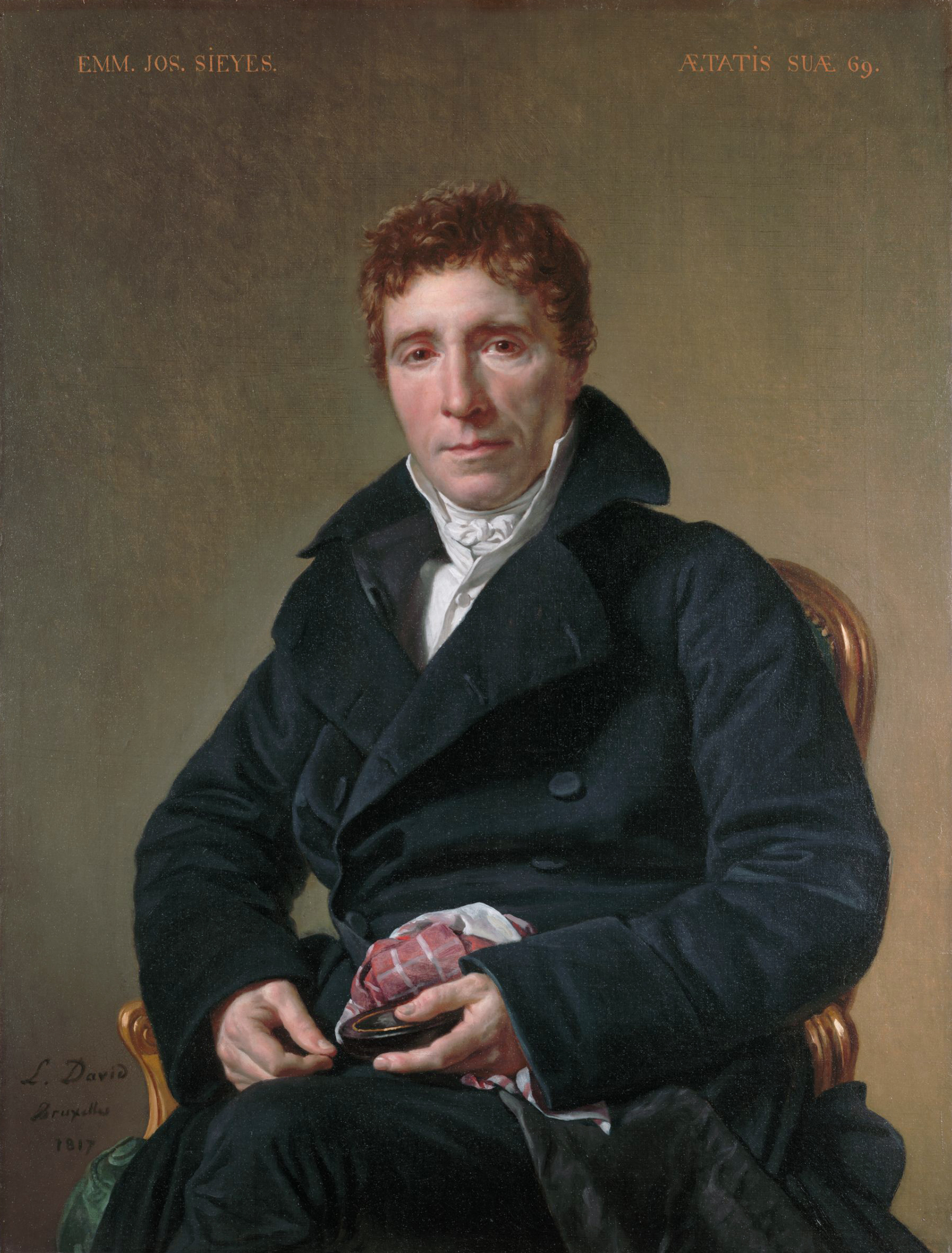
Emmanuel Joseph Sieyès.

I januari 1799 ockuperade fransmännen Neapel och upprättade den Parthenopeiska republiken men spridningen av deras redan svaga styrkor blottade dem ytterligare för de befintliga hoten. På hemmafronten var direktoriets ställning mer utsatt än någonsin. Valen i april 1799 ledde till att antalet jakobinska ledamöter ökade kraftigt samtidigt som Rewbell drog sig tillbaka. Situationen krävde att han ersattes av någon med inflytande och initiativförmåga och valet föll på Sieyès som hade hållit sig borta från regeringen och inte bara ägde en enorm inbilskhet utan även allmänhetens förtroende.
Sieyès ansåg att direktoriet hade kört sin trovärdighet i botten och hade betydligt större planer än att bara delta i direktoriets arbete. Hans avsikt var att överta makten, tygla jakobinerna och förnya författningen. Tillsammans med Barras började han rensa ut de övriga direktorerna: Oegentligheter uppdagades i valet av Treilhard som avgick och ersattes av Gohier 30 Prairial (18 juni 1799). Merlin av Douai och La Révellière-Lépeauz tvingades avgå samma månad och Moulin och Ducos ersatte dem. Alla dessa tre ny direktorer var tämligen färglösa och kunde inte orsaka några problem, men av samma anledning var de till liten hjälp.
Denna regering visade sig vara otillräcklig för att kunna hantera de faror som var i annalkande kring republiken. Direktorerna beslutade att genomföra en offensiv mot Tyskland och de franska styrkorna korsade Rhen i början av mars men besegrades av ärkehertig Karl av Österrike-Teschen vid Stockach 25 mars 1799. Kongressen i Rastatt, som varit overksam i femton månader, avbröts i april och de franska delegaterna mördades av österrikiska husarer.
I Italien inledde de allierade en offensiv med både österrikiska och ryska styrkor under den ryske fältmarskalken Suvorov. Efter att ha besegrat Moreau vid Cassano d'Abba 27 april 1799 ockuperade han Milano och Turin. Den franska marionettrepubliken i Italien kollapsade och Suvorov besegrade den retirerande franska armén vid Trebbia.
Samtidigt som Frankrike sålunda hotades på två fronter var det lamslaget av intern anarki. Finanserna var ansträngda till bristningsgränsen, den anti-religiösa politiken hade gjort att många departement ständigt befann sig på gränsen till revolt och handeln hade nästan helt avstannat på grund av de eftersatta vägarna och den ökade mängden banditer.
Fransmännen saknade både politisk frihet och den säkerhet som en upplyst despot kan erbjuda. Terroristerna i underhuset såg dagens ljus och visade med den nya lagen om gisslan, egentligen en ny lag om misstänkta, och en progressiv skatt var majoriteten i nationalförsamlingen stod. Jakobinklubben återskapades och blev ännu en gång centrum för allmänt kaos. Den jakobinska pressen förnyade Héberts och Marats pressfrihet.[källa behövs]

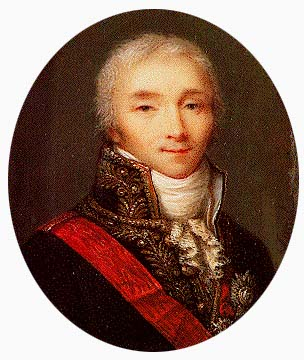
Joseph Fouché.

I detta läge valde Sieyès att tillsätta den gamle terroristen Joseph Fouché som polisminister för att få still på jakobinerna och Fouché lät stänga jakobinklubben och deportera ett antal journalister. Liksom sina företrädare ansåg Sieyès att den revolution han tyckte sig representera behövde en stark soldat och hans val föll på general Joubert, en av de mest framstående franska officerarna, som beordrades till Italien för att reda ut situationen. Den 15 augusti 1799 möte han Suvorov vid Novi och dödades i början av sammandrabbningen som slutade med franskt nederlag.
Efter denna katastrof hade Frankrike förlorat alla positioner på andra sidan Alperna utom Genua. Då beslutade Ryssland och Österrike att köra ut fransmännen från Schweiz och invadera Frankrike samtidigt som de förenade brittiska och ryska trupperna angrep Nederländerna. Med kortsiktigheten hos och intressekonflikterna mellan staterna i den andra koalitionen dömde den till samma misslyckande som den första.
Bristen på koordinering mellan österrikare och ryssar bäddade för André Massénas seger i Zürich 25–26 september 1799 och den därpå följande invasionen av Schweiz. I oktober blev britterna och ryssarna tvungna att evakuera Holland. Alla akuta hot hade i och med detta avvärjts men kriget var fortfarande ett överhängande hot och direktorerna kände sig tvungna att kalla hem Bonaparte från Egypten. Han landade i Fréjus den 9 oktober 1799.

## 18 Brumaire

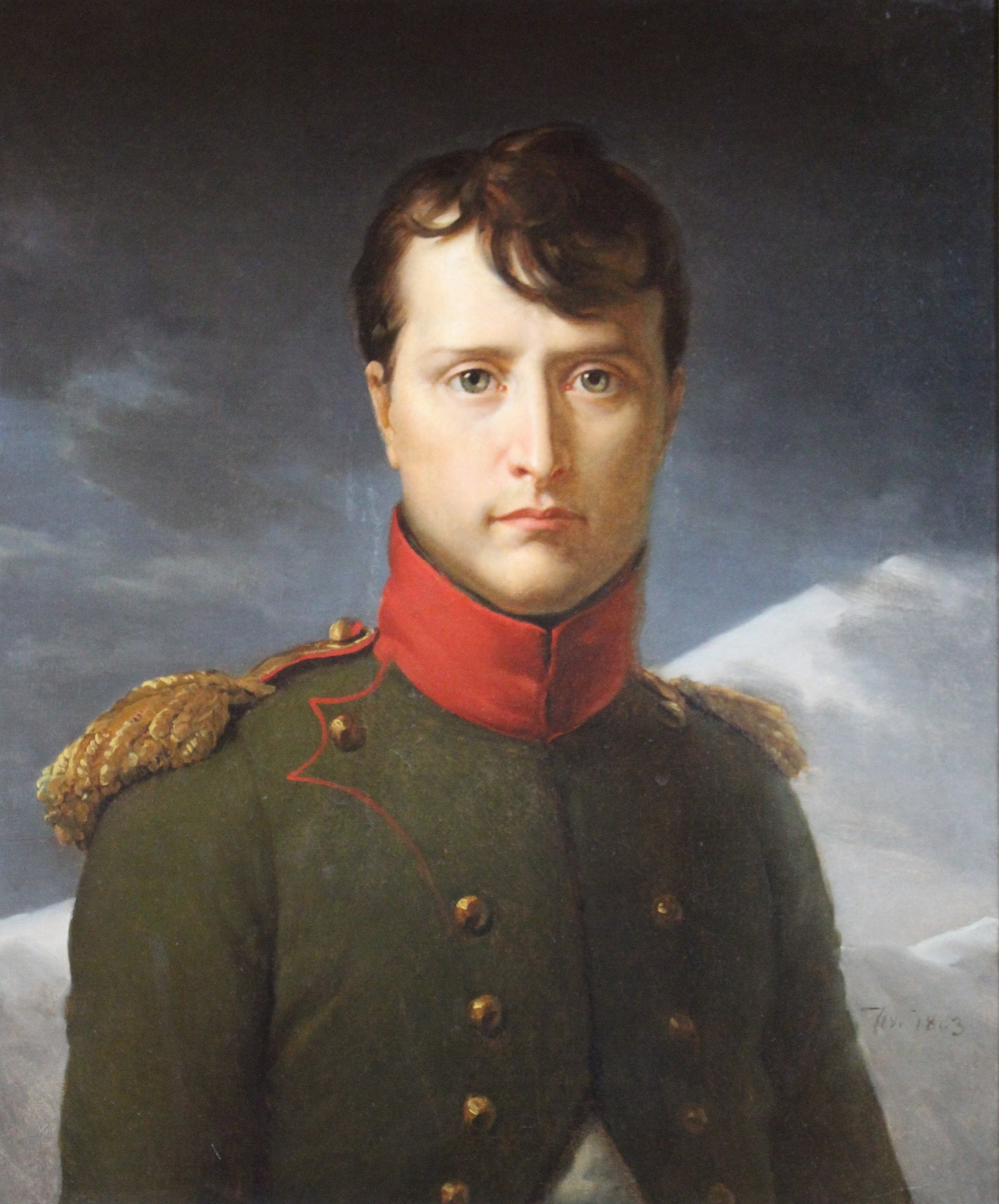
General Bonaparte.

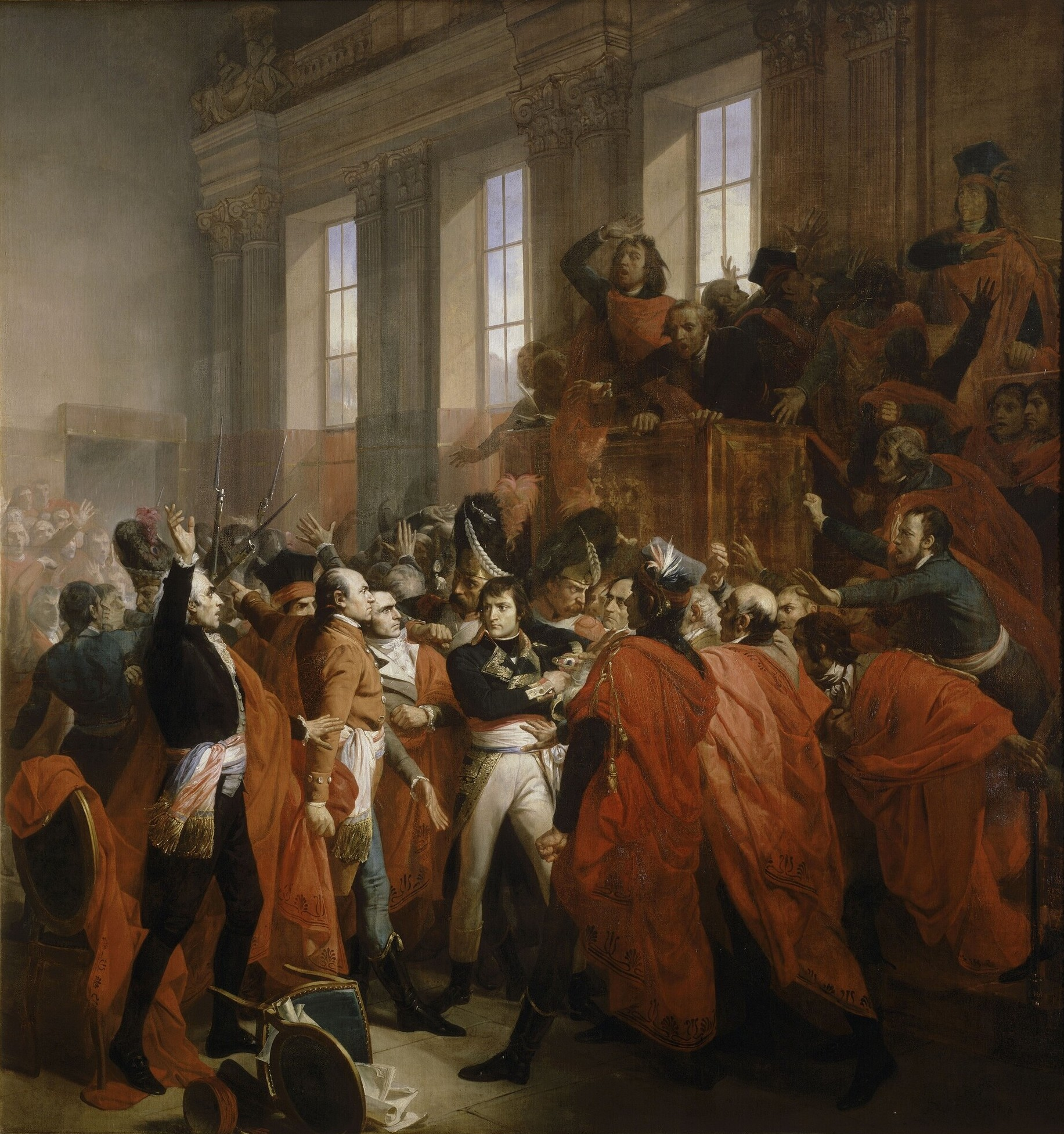
General Bonaparte omgiven av medlemmar i Conseil des Cinq-Cents vid Brumairekuppen.

Slutet för direktoriet och, enligt de flesta historiker, även den franska revolutionen, kom med Napoleon Bonapartes statskupp 18 Brumaire år VIII (9 november 1799) som gav upphov till konsulatet.
Statskuppen planerades ursprungligen av Sieyès som kallade hem Bonaparte, som betraktades som en hjälte av allmänheten trots misslyckandena i Mellanöstern, i tron att han i denne general hade hittat det militära stöd han behövde för sitt maktövertagande. Bonaparte inledde emellertid en egen kupp i kuppen och det hela slutade med att han, och inte Sieyès tog makten.
Sieyès plan var att omringa Paris med trupper och efter att ha tvingat direktorerna att avgå övertala kamrarna att tillsätta en eftergiven kommission för att en ny författning.
På morgonen den 18 Brumaire varnade ledamöter av de äldstes råd som sympatiserade med kuppen sina kolleger för en jakobinsk konspiration och övertalade dem att evakuera församlingen till Saint-Cloud väster om Paris. Bonaparte gjordes ansvarig för de två församlingarnas säkerhet. Tre av direktorerna avgick, inklusive Sieyès, vilket gjorde att direktoriet inte längre var beslutsmässigt. De två jakobinska direktorerna Gohier och Moulin vägrade avgå men Moulin tvingades fly och Gohier togs till fånga.
De två kamrarna fortsatta sina överläggningar. Följande dag hade ledamöterna insett att de stod inför en statskupp snarare än en jakobinsk revolt. Bonaparte stormade in i kamrarna uppbackad av en liten grupp grenadjärer. Han blev häcklad, därefter trängd och till sist attackerad i båda kamrarna. I skydd av sin eskort lyckades Napoleon fly och med militära medel upplöste han senare församlingarna.
Konsulatet utropades med Bonaparte, Siyès och Roger-Duclos som konsuler. Bonaparte avslutade sin kupp i kuppen genom att inrätta en författning som innebar att förste konsulen, en post som visste att han skulle få, hade mer makt än sina två kollegor
Bristen på reaktioner från allmänheten visade mer än något annat att revolutionen var över. Motståndet från jakobiner ute i landet varade inte länge.

## Direktorer
1. Direktoriet från 9 Brumaire år IV
- Lazare Carnot
- Le Tourneur
- Paul Barras
- Reubell
- La Revelliere

2. Direktoriet från 1 Prärial år V
- Lazare Carnot
- François de Barthélemy
- Paul Barras
- Reubell
- La Revelliere

3. Direktoriet från 18 Fructidor år V
- Neufchateau
- Douai
- Paul Barras
- Reubell
- La Revelliere

4. Direktoriet från 29 Prärial år VI
- Treilhard
- Douai
- Paul Barras
- Reubell
- La Revelliere

5. Direktoriet från 27 Floreal år VII
- Treilhard
- Douai
- Paul Barras
- Emmanuel Joseph Sieyès
- La Revelliere

6. Direktoriet från 29 Prärial år VII
- Gohier
- Douai
- Paul Barras
- Emmanuel Joseph Sieyès
- La Revelliere

7. Direktoriet från 2 Messidor
- Gohier
- Moulin
- Paul Barras
- Emmanuel Joseph Sieyès
- Ducos